# Castor (étage de fusée)
Pour les articles homonymes, voir Castor.
Castor désigne une famille d'étages de fusée à propergol solide fabriqués par la société américaine Thiokol, leader du domaine, devenue filiale de Alliant Techsystems en 2001. La première version est développée pour servir de second étage au lanceur américain léger Scout dont le premier tir réussi a lieu en 1960. Il est par la suite également utilisé en tant que propulseur d'appoint de plusieurs fusées dont certaines versions du lanceur Delta. Les dernières versions des étages Castor, Castor 120 et Castor 30, sont issues du missile balistique intercontinental Peacekeeper et mises en œuvre par les lanceurs Taurus (1er étage) et Antares (second étage). Les caractéristiques des étages Castor ont évolué dans le temps : la première version Castor 1 fournit une poussée de 29 tonnes durant 27 secondes, Castor 4 exerce une poussée de 48 tonnes durant 58 secondes, Castor 120 165 tonnes durant 81 secondes et Castor 30 fournit une poussée de l'ordre de 30 tonnes.

## Castor 1
Castor 1 est développé initialement en tant que second étage du lanceur léger américain Scout. La conception de cette petite fusée de 16 tonnes démarre en 1957 et son premier vol réussi a lieu en 1960. L'étage Castor 1 a une longueur de 5,92 mètres pour un diamètre de 79 cm a une masse de 3 852 kg (masse à vide 535 kg). Il exerce une poussée de 286 kN durant 27 secondes. L'impulsion spécifique au sol est de 247 secondes. Il est utilisé également comme propulseur d'appoint de la fusée Thor-Agena. Sa dernière utilisation a lieu en 1971.

## Castor 2

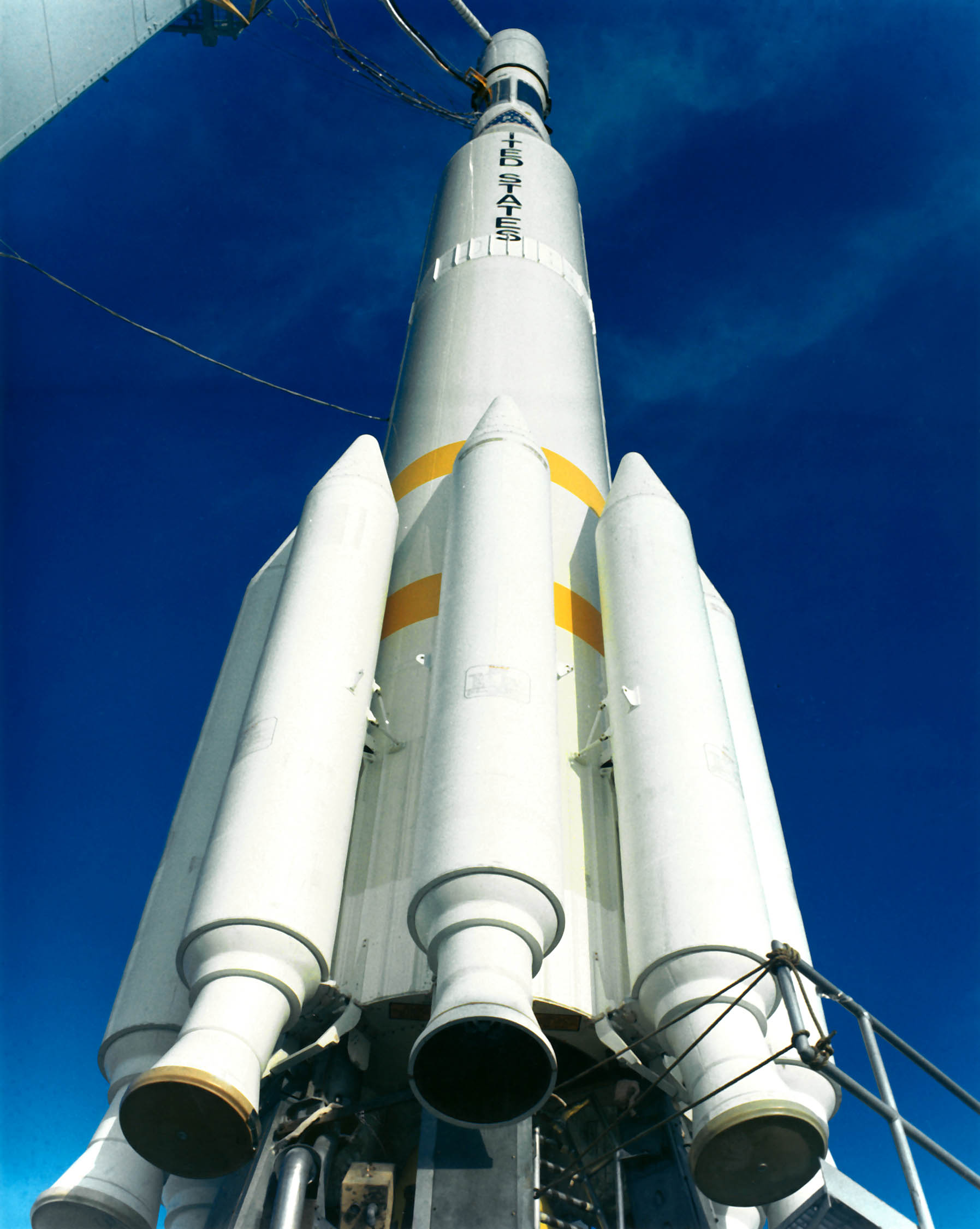
9 Castor 2 sur un lanceur Delta-900

Le Castor 2 est une version améliorée du Castor 1. Il est mis en œuvre pour la première fois sur un lanceur Scout en 1965 et sera utilisé par cette fusée jusqu'à l'arrêt de sa fabrication en 1994. Le Castor 2 est également utilisé en tant que propulseur d'appoint de plusieurs versions de la fusée Delta, des lanceurs japonais N-I et N-II et H-I. Son diamètre est identique à celui de Castor 1 mais sa longueur passe de 5,96 à 6,27 mètres. La poussée passe à 259 kN et la durée de combustion à 37 secondes.

## Castor 4

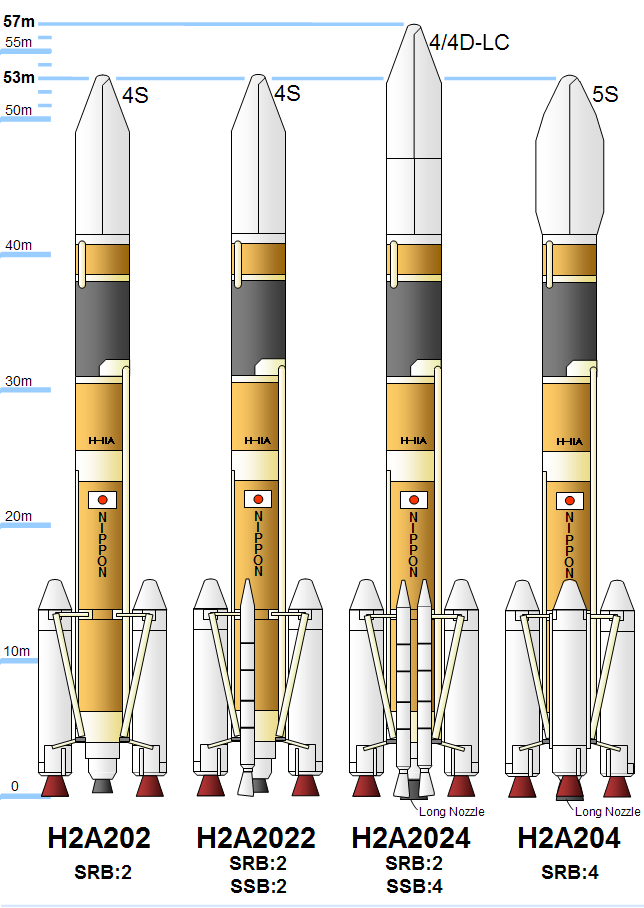
La famille H-IIA.

Le Castor 4, qui comprend deux variantes A et B, se caractérise par son diamètre qui est porté à 1,02 mètre. Il est utilisé comme propulseur d'appoint de plusieurs lanceurs Delta, de la Delta II, de l'Atlas II AS et de la fusée Athena. Il devait également servir de premier étage au lanceur espagnol Capricornio qui ne vit jamais le jour. La fusée-sonde européenne Maxus est développée à partir d'un Castor 4B. Les fusées japonaises H-IIA disposent de deux ou quatre propulseurs d'appoint Castor 4A-XL plus puissants. La version 4A est longue de 9,12 mètres pour un diamètre de 1,02 mètre et une masse de 11,743 tonnes. La poussée est de 478 kN durant 56 secondes. L'impulsion spécifique est de 266 secondes dans le vide (237 secondes au sol).

## Castor 120

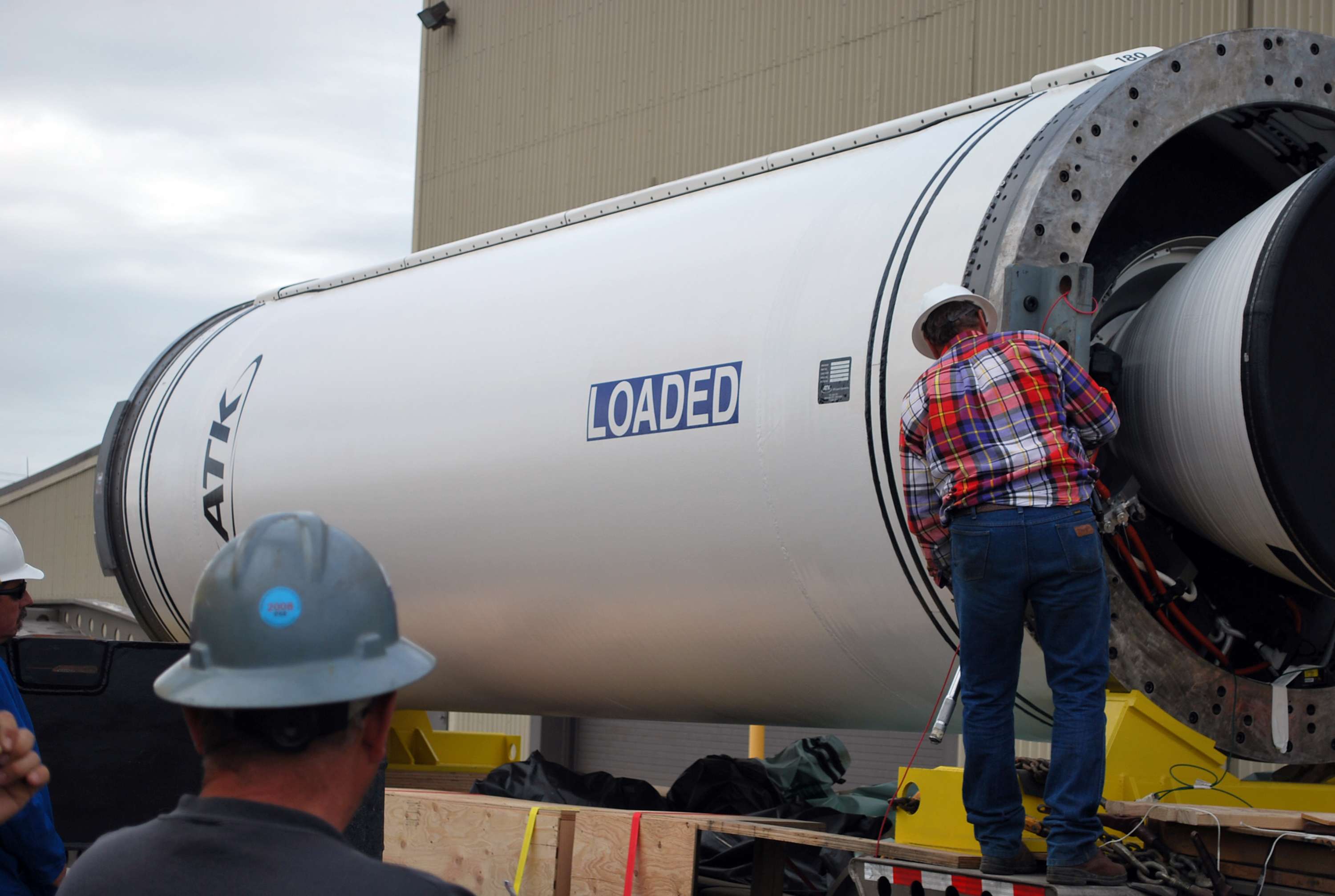
Étage Castor 120 du lanceur Taurus utilisé pour mettre en orbite le satellite OCO

Contrairement aux versions précédentes, le Castor 120 est issu du premier étage du missile balistique Peacekeeper. Il est d'une taille beaucoup plus importante que les précédents Castor : sa masse est de 53,1 tonnes (masse à vide de 4 tonnes) pour une longueur de 9,02 mètres et un diamètre de 2,36 m. Sa poussée est de 1 650 kN durant 81 secondes et son impulsion spécifique au sol est de 229 secondes (280 secondes dans le vide). Son premier vol a lieu en 1994. Il est mis en œuvre comme premier étage du lanceur Athena I puis comme premier et second étage du lanceur Athena II. Par la suite, il est également utilisé comme premier étage de la fusée Taurus.

## Castor 30
Le Castor 30 est une version fortement raccourcie du Castor 120 développée pour servir de second étage du lanceur Antares dont le premier vol a eu lieu en 2013. Il a une longueur de 3,52 mètres pour un diamètre de 2,36 mètres et une masse de 13,6 tonnes. Sa poussée moyenne est de 293,5 kN et sa poussée maximale de 395,7 kN.
Le Castor 30XL a une longueur d'environ 6 m, un diamètre de 2,36 et une masse d'environ 25 000 kg. La tuyère mesure 2,4 m de long et est de conception submergée avec un rapport de section élevé (56:1) et un cône de sortie à double densité.